# Brogyán
Brogyán (1899-ig Brogyán, szlovákul Brodzany) község Szlovákiában, a Trencséni kerületben, a Simonyi járásban.

## Fekvése
Simonytól 3 km-re délnyugatra, a Nyitra bal partján található.

## Története
Az 1953-ban feltárt régészeti leletek tanúsága szerint már i. e. 5000 körül éltek itt vonaldíszes kerámiákat készítő emberek. A brogyán-nyitrai kultúra népe i. e. 3500 és 3100 között lakta e vidéket. A 9. századtól már bizonyosan szláv település volt a falu helyén.
1293-ban Borogen néven említik először. A település neve a szláv brod (= gázló) főnévből származik és a Nyitra folyó itteni átkelőhelyére utal. 1377-ben a Brogyáni családnak állt udvarháza a faluban. A falunak 1516-ban a Kvassay család is birtokosa lett. Ettől kezdve állandó birtokvita színtere volt a település a korábbi birtokos Brogyáni és a Kvassay család között. Ennek a korszaknak 1844-ben szakadt vége, amikor a korábbi sikeres osztrák diplomata és szentpétervári követ, Gustav von Friesenhof lett a község fő birtokosa. A bárói család megjelenésével új korszak köszöntött rá a községre. Élénk kulturális élet bontakozott ki, melynek fő patrónája Natalia Oldenburg hercegnő volt. Ebben az időszakban az osztrák és orosz kulturális élet számos jeles képviselője volt a kastély vendége. A községben 1601-ben 3 nemesi kúria és 61 ház állt. 1797-ben 621 lakosa, 1828-ban 91 házában 636 lakosa volt.
1898 őszén itt alapította meg Balogh Elemér Magyarország első Hangya Szövetkezetét.
A trianoni békeszerződésig Bars vármegye Oszlányi járásához tartozott. A község később is igyekezett megtartani gazdag kulturális hagyományait.

## Népessége
| Év:            | 1994. | 2004.   | 2014.   | 2024.   |
| -------------- | ----- | ------- | ------- | ------- |
| Emberek száma: | 788   | 815     | 813     | 890     |
| Eltérés:       |       | +3,42 % | -0,24 % | +9,47 % |

| Év:            | 2023. | 2024.   |
| -------------- | ----- | ------- |
| Emberek száma: | 889   | 890     |
| Eltérés:       |       | +0,11 % |

1880-ban 633 lakosából 16 magyar és 596 szlovák anyanyelvű volt.
1890-ben 657 lakosából 6 magyar, 13 német, 635 szlovák és 3 egyéb anyanyelvű volt.
1900-ban 808 lakosából 26 magyar és 754 szlovák anyanyelvű volt.
1910-ben 802 lakosából 27 magyar, 16 német, 740 szlovák és 19 egyéb anyanyelvű volt.
1921-ben 752 lakosából 8 magyar és 722 csehszlovák volt.
1930-ban 799 lakosából 1 magyar és 779 csehszlovák volt.
1970-ben 930 lakosából 928 szlovák volt.
2001-ben 797 lakosából 1 magyar és 786 szlovák volt.
2011-ben 807 lakosából 794 szlovák volt.
2021-ben 878 lakosából 1 magyar, 844 (+2) szlovák, 8 egyéb és 25 ismeretlen nemzetiségű volt.

## Neves személyek
- Itt született 1632-ben Isaak Zabanius evangélikus lelkész és tanár.
- Itt született Jozef Vladár (1934–2025)[5] szlovák régész, egyetemi professzor.
- báró Gustav Vogel von Friesenhof (1807–1889) osztrák diplomata, drezdai, nápolyi és szentpétervári nagykövet.
- Itt volt birtokos báró Friesenhof Gergely (1840–1913) földbirtokos, meteorológus, mezőgazdasági és meteorológiai témájú művek szerzője, nemcsak németül, de magyarul és szlovákul is írt.
- Alekszandra Goncsarova-Friesenhof báróné (1811–1891), Puskin feleségének nővére negyven évig élt a kastélyban.
- Natalia Oldenburg Friesenhof (1854–1937) hercegné, az irodalom, a költészet, a zene, a színház és a festészet területén is maradandót alkotott. Verseskötetét 1909-ben és 1910-ben adták ki Németországban. Sok nagyszerű grafika és rajz szerzője. A nép jótevője, aki iskolát, üzemeket alapított és bőkezű adományokat nyújtott a szegényeknek.
- Alekszandr Szergejevics Puskin özvegye többször megfordult a kastély falai között, amikor meglátogatta húgát, von Friesenhof gróf feleségét.
- Itt szolgált Cherven Tamás (1793-1876) besztercebányai apátkanonok, nagyprépost és püspöki helynök.

## Nevezetességei
- Az egykori Brogyáni-várkastély 1669-ben épült, a 18. században barokk stílusban átalakították, a 19. században megújították és bővítették. A reneszánsz kastély 1979 óta Puskin-múzeum, melynek kiállításán a Friesenhof család története, kulturális élete, valamint Puskin rokonai itteni kapcsolatainak és a szlovák irodalom jeles személyiségeinek dokumentumai tekinthetők meg.
- A falu felett, a fák között áll az 1895-ben épített kápolnában a Friesenhof-sírbolt, ahol Puskin feleségének nővére, Alexandra Goncsarova-Friesenhof is nyugszik.
- Római katolikus temploma a 17. század végén, vagy a 18. század elején épült, a korábbi templom alapjain. Tornyát 1753-ban, oldalkápolnáját 1757-ben építették. 1789-1790-ben homlokzatát klasszicista stílusban építették át.
- Evangélikus temploma 1895-ben épült.